# Stanwellia hoggi
Stanwellia hoggi là một loài nhện trong họ Nemesiidae.
Stanwellia hoggi được miêu tả năm 1914 bởi Rainbow.

## Hình ảnh

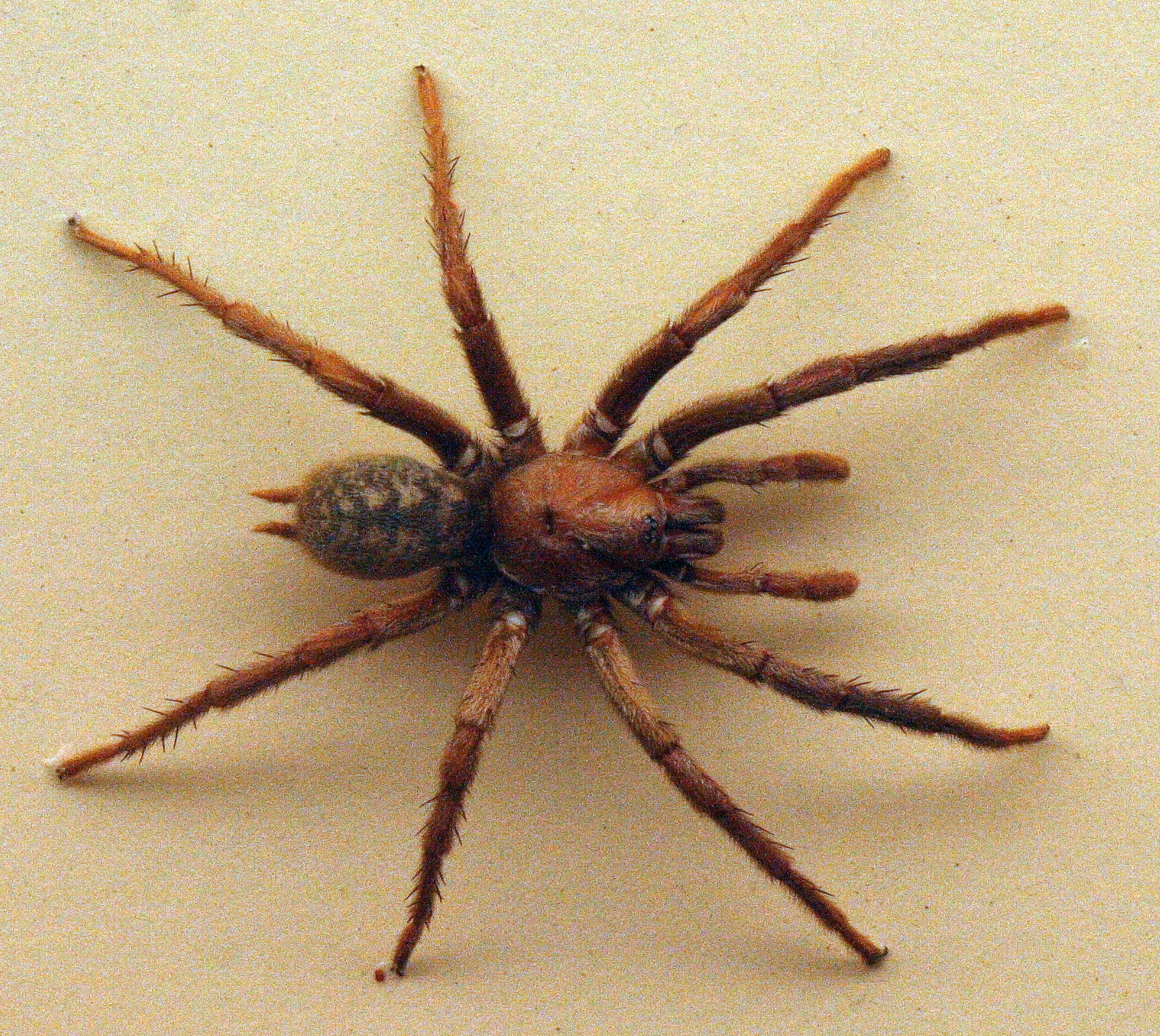
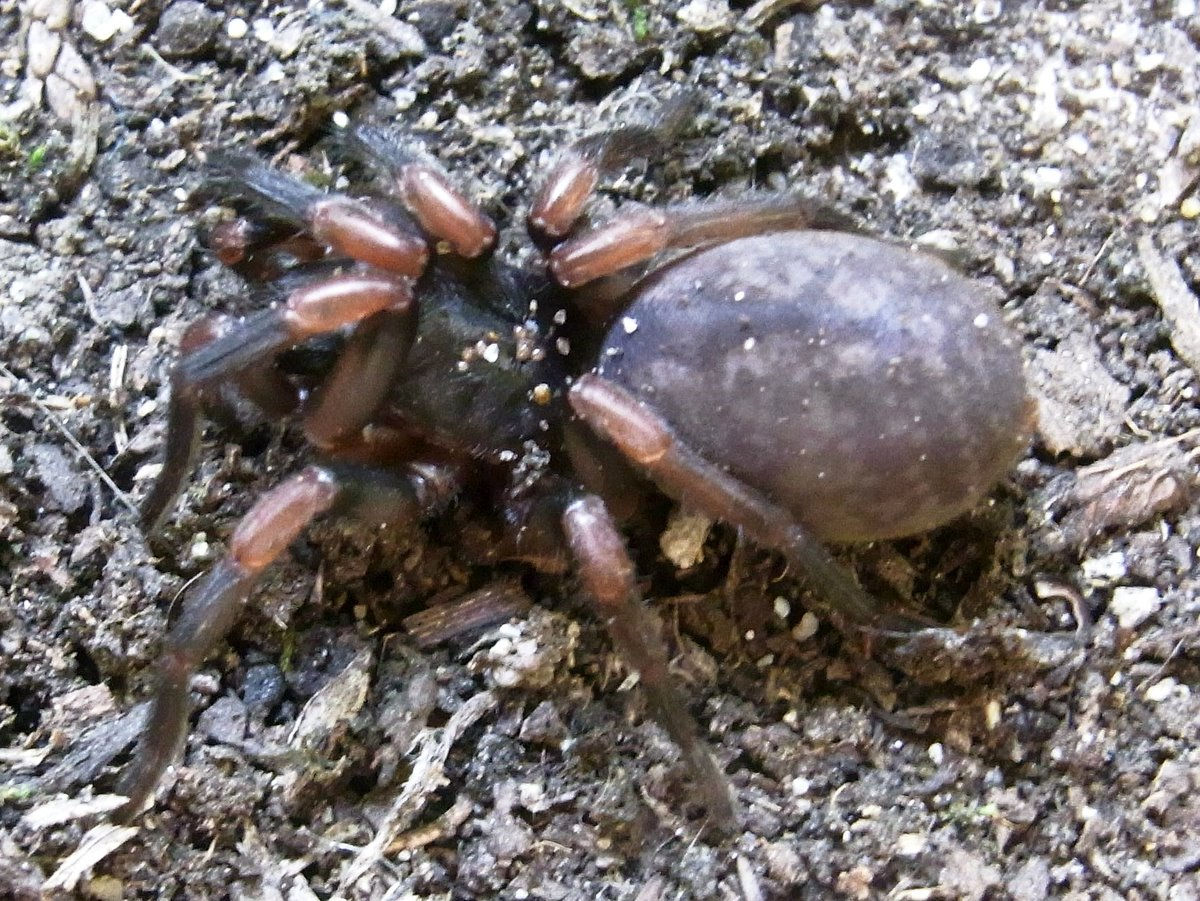